# Génova (Guatemala)
Génova é uma cidade da Guatemala, situada no departamento de Quetzaltenango.
Localizada na região sudoeste do país, possui uma população de 50.231 habitantes (censo de 2018), distribuídos em 372 km² de área. Entre 1910 e 1920, chamou-se Santa Joaquina em homenagem a Joaquina Cabrera, mãe do então presidente Manuel José Estrada Cabrera - seu sucessor no cargo, Carlos Herrera y Luna, decidiu que as cidades e povoados que levavam o nome de Cabrera ou de familiares voltariam a ter o nome original.
A economia de Génova é baseada na agricultura (destaque para as produções de milho, café, manga, feijão e gergelim), artesanato e turismo.